# Луцій Куспій Пактумей Руфін
Луцій Куспій Пактумей Руфін (лат. Lucius Cuspius Pactumeius Rufinus; 100 — після 142) — державний діяч Римської імперії, ординарний консул 142 року.

## Життєпис
Походив з італійського роду Куспіїв. Його предки були вершниками та відкупниками, що осіли у Пергамі. Син Луція Куспія Камеріна, консула-суффекта 126 року. Його мати походила з сенаторського роду Пактумеїв Руфінів, що мали великі статки в провінції Африка.
Про молоді роки Луція Руфіна мало відомостей. Зумів проявити себе за правління імператора Адріана. . За свої кошти розбудував тут храм Асклепію. За це Адріан увів того до сенату. У 142 році став консулом разом з Луцієм Статієм Квадратом. Під час своєї каденції надав значні кошти на розбудову міста Пергама, за що йому пергамцями було встановлено статую. Про подальшу долю немає відомостей.